# NGC 1019
NGC 1019 (również PGC 10006 lub UGC 2132) – galaktyka spiralna z poprzeczką (SBbc), znajdująca się w gwiazdozbiorze Wieloryba. Odkrył ją Édouard Jean-Marie Stephan 1 grudnia 1880 roku. Należy do galaktyk Seyferta.